# B.J.ヒューバート
ブラッドリー・J・ロバート・ヒューバート（Bradley J. Roper-Hubbert、1985年8月24日 - ）は、イギリス領バミューダ諸島出身の野球選手。ポジションは、外野手。野球ブンデスリーガのボン・キャピタルズに所属。

## 経歴
2011年から、ボン・キャピタルズでプレー。
2012年に、第3回WBC予選のイギリス代表にも選ばれた。